# El príncep i jo
El príncep i jo (títol original en anglès, The Prince and Me) és una pel·lícula estatunidenca del 2004 dirigida per Martha Coolidge i protagonitzada per Julia Stiles i Luke Mably.

## Argument
La pel·lícula se centra en Paige Morgan, una estudiant universitària de medecina de Wisconsin, que és perseguida per un príncep que es fa passar per un estudiant universitari normal. Però aquesta façana d'aparent normalitat no pot durar sempre, atès que ser príncep comporta una responsabilitat.

## Repartiment
- Julia Stiles
- Luke Mably
- Ben Miller
- Miranda Richardson
- James Fox
- Alberta Watson
- John Bourgeois
- Zachary Knighton
- Stephen O'Reilly
- Elisabeth Waterston
- Eliza Bennett
- Devin Ratray
- Clare Preuss
- Yaani King
- Eddie Irvine
- Angelo Tsarouchas
- Jacques Tourangeau
- Joanne Baron
- Stephen Singer
- Sarah Manninen
- Tony Munch
- John Nelles
- Claus Bue